# Seleção Kosovar de Voleibol Masculino
A seleção kosovar de voleibol masculino é uma equipe europeia composta pelos melhores jogadores de voleibol do Kosovo. A equipe não consta no ranking mundial da FIVB segundo dados de 11 de janeiro de 2011.